# The Circus Tour
The Circus Tour o Circus Tour es la tercera gira de la banda británica Erasure que se estrenó en el año 1987 por parte de su segundo álbum The Circus comenzando en el mes de marzo en Londres y terminando en Alemania en noviembre. Esta gira es protagonizada por Andy Bell (cantante), Vince Clarke y por los coristas Derek Smith y Steve Myers.

## Banda
- Andy Bell (cantante)
- Vince Clarke (tecladista)
- Derek Smith (Corista)
- Steve Myers (Corista)

## Canciones tocadas
- The Circus (10)
- Wonderland (6)

## Temas interpretados
Los temas de la gira fueron mezclados del primer álbum Wonderland y The Circus. Esta es la lista de canciones:
1. Safety in Numbers (parte final de la canción Spiralling tocado en Acordeón y cantado por Andy Bell (cantante)) (Clarke/Bell)
2. Victim of Love (Clarke/Bell)
3. It Doesn't Have to Be (Clarke/Bell)
4. Don't Dance (Clarke/Bell)
5. Who Needs Love (Like That) (Vince Clarke)
6. Leave Me to Bleed (Clarke/Bell)
7. If I Could (Clarke/Bell)
8. Oh L'Amour (Clarke/Bell)
9. The Circus (canción) (Clarke/Bell)
10. Say What (Clarke/Bell)
11. Hideaway / Reunion (Clarke/Bell)
12. Push Me Shove Me (Vince Clarke)
13. Sometimes (Clarke/Bell)
14. Spiralling (Clarke/Bell)
15. Gimme! Gimme! Gimme! (A Man After Midnight) (Benny Andersson/Björn Ulvaeus)

## Gira en VHS y Disco en Directo
- En 1987, Erasure lanza su primer video en vivo en VHS, oficialmente llamado Live at the Seaside y que fue grabado en Brighton Dome Theatre, Inglaterra. Luego fue lanzado en DVD incluido en la edición 2011 del álbum The Circus.[1]
- En 1987 se lanzó el primer disco en directo llamado The Two Ring Circus que en el segundo disco grabaron una parte del concierto en Hamburgo del The Circus Tour.